# Derek Magyar
Derek Magyar ist ein US-amerikanischer Schauspieler mit ungarischen Wurzeln.

## Leben
Bekannt ist Magyar vor allem als Regisseur und Produzent des Films Flying Lessons, als Hauptcharakter „X“ im Film Boy Culture sowie durch seine Rolle als Commander Kelby in der vierten Staffel von Star Trek: Enterprise.
Er machte seinen Abschluss an der California Institute of the Arts im Jahr 2003 und trat danach in mehreren Serien und Filmen auf. 2005 wurde er für die Rolle als neuer Chefingenieur in der Serie Star Trek: Enterprise gecastet, ein Jahr später bekam er die Hauptrolle im Film Boy Culture.

## Filmografie (Auswahl)
Schauspieler
- 2003: Last Stop
- 2003: JAG – Im Auftrag der Ehre (JAG, Fernsehserie, eine Episode)
- 2004: The Projects Lumiere (Kurzfilm)
- 2004: Boston Legal (Fernsehserie, eine Episode)
- 2005: Star Trek: Enterprise (Fernsehserie, 5 Episoden)
- 2005: Charmed – Zauberhafte Hexen (Charmed, Fernsehserie, eine Episode)
- 2006: Boy Culture – Sex Pays. Love costs (Boy Culture)
- 2008: Train
- 2009: Medium – Nichts bleibt verborgen (Medium, Fernsehserie, 2 Episoden)
- 2011: The Cape (Fernsehserie, 2 Episoden)
- 2012: Criminal Minds (Fernsehserie, eine Episode)
- 2012–2013: Zeit der Sehnsucht (Days of our Lives, Fernsehserie, 7 Episoden)
- 2012: Major Crimes (Fernsehserie, eine Episode)
- 2012: No One Lives – Keiner überlebt! (No One Lives)
- 2013/2019: Navy CIS (NCIS, Fernsehserie, 2 Episoden)
- 2013: Phantom
- 2013–2014: CSI: Vegas (Fernsehserie)
- 2016: Threshold
- 2018: Manhandled (Fernsehserie)
- 2022: The Offer (Fernsehserie)

Regie
- 2010: Flying Lessons (auch Produktion)
- 2015: Trespassers (Kurzfilm)
- 2016: Petty Theft (Kurzfilm)
- 2016: Elektric Mirrors (Kurzfilm)
- 2017: Deus Deceptor (Kurzfilm)
- 2018: Manhandled (Fernsehserie)